# Художник

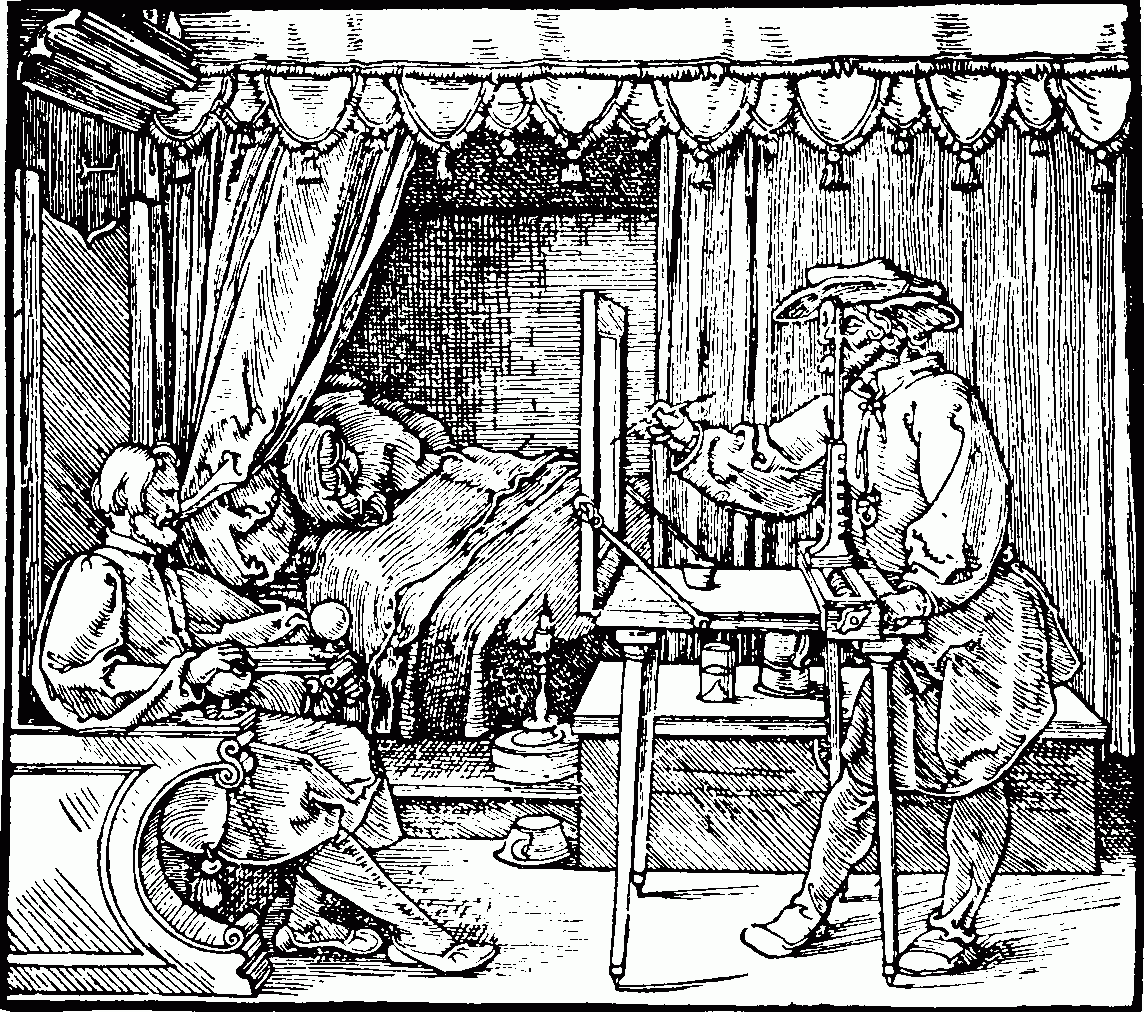
Альбрехт Дюрер. Художник і модель

Худо́жник, худо́жниця — творчий працівник у галузі образотворчого мистецтва (живописець, графік, скульптор, коміксист).
У переносному значенні художник — будь-який митець (поет, прозаїк, композитор тощо), який талановито використовує у своїй творчості художні засоби.
Етимологія слова: від прасл. *хǫdоgъjь, *хǫdоgъ («досвідчений», «вмілий»), запозиченого від гот. *handags («вправний») — від handus («рука»).

## Класифікація
- Графіка: Художник-графік, художник-ілюстратор
  - Художник-графік (станкова графіка)
  - Художник-графік (мистецтво книги)
  - Художник-графік (мистецтво графіки та плакату)
  - Художник-графік (оформлення друкованої продукції)
  - Художник-карикатурист (оформлення ЗМІ, книг)
  - Художник-геральдист (мистецтво герба)

- Декоративно-ужиткове мистецтво
  - Художник-майстер
  - Художник декоративно-прикладного мистецтва (килимарство)
  - Художник-мініатюрист (художні лаки)
  - Художник декоративно-прикладного мистецтва (художній метал)
  - Художник декоративно-прикладного мистецтва (художня кераміка)
  - Художник декоративно-прикладного мистецтва (художнє скло)

- Мікромініатюра
  - Художник-мікромініатюріст

- Живопис: Художник-живописець — людина, що створює твори мистецтва за допомогою фарб
  - Художник-живописець (станковий живопис)
  - Художник-живописець (монументальний живопис)
  - Художник живописець (театрально-декораційний живопис)
  - Художник-живописець (церковно-історичний живопис)

- Кінематограф
  - Художник кіно і телебачення (Художник-постановник)
  - Художник комбінованих знімань
  - Художник кіно і телебачення по костюму (Художник по костюму)
  - Художник кіно і телебачення по гриму (Художник по гриму)

- Мультиплікація: Художник-мультиплікатор
  - Художник анімації та комп'ютерної графіки
  - Художник мультиплікаційного фільму

- Графіті
  - Райтер

- Фотомистецтво
  - Фотохудожник

- Мистецтво інтер'єру: Художник-проектувальник
  - Художник-проєктувальник (художнє проєктування інтер'єру)
  - Художник проєктувальник (художнє проєктування меблів)
  - Художник-проєктувальник (художній текстиль)

- Сценографія: Художник-постановник
  - Художник-постановник театру
  - Художник-постановник театру ляльок
  - Художник по сценічному костюму

- Технологія художнього оформлення вистави: Художник-технолог
  - Художник-технолог сцени
  - Художник-технолог театру ляльок
  - Художник-технолог по сценічному костюму

- Реставрація, консервація і зберігання творів мистецтва: Художник-реставратор
  - Художник-реставратор (станковий олійний живопис)
  - Художник-реставратор (темпери живопис)
  - Художник-реставратор (монументально-декоративний живопис)

- Художнє проєктування
  - Художник-стиліст
  - Художник-технолог
  - Художник-модельєр